# Pyrale de l'ortie
Anania hortulata
Espèce
La Pyrale de l'ortie, Anania hortulata (anciennement Eurrhypara hortulata), est une espèce de lépidoptères (papillons) de la famille des Crambidae.

## Synonymie
- Eurrhypara hortulata (Linnaeus, 1758) - la Pyrale de l'ortie était la seule espèce du genre Eurrhypara[1].
- Phalaena (Geometra) hortulata Linnaeus, 1758 - protonyme

## Répartition
Ce papillon vit en Europe et en Amérique du Nord.

## Description et écologie
L'imago a une envergure de 24 à 30 mm, ses ailes sont noir et blanc, son corps noir et jaune. Il vole de mai à août selon la localisation et se pose souvent sur les orties et diverses labiées dont ses chenilles se nourrissent.

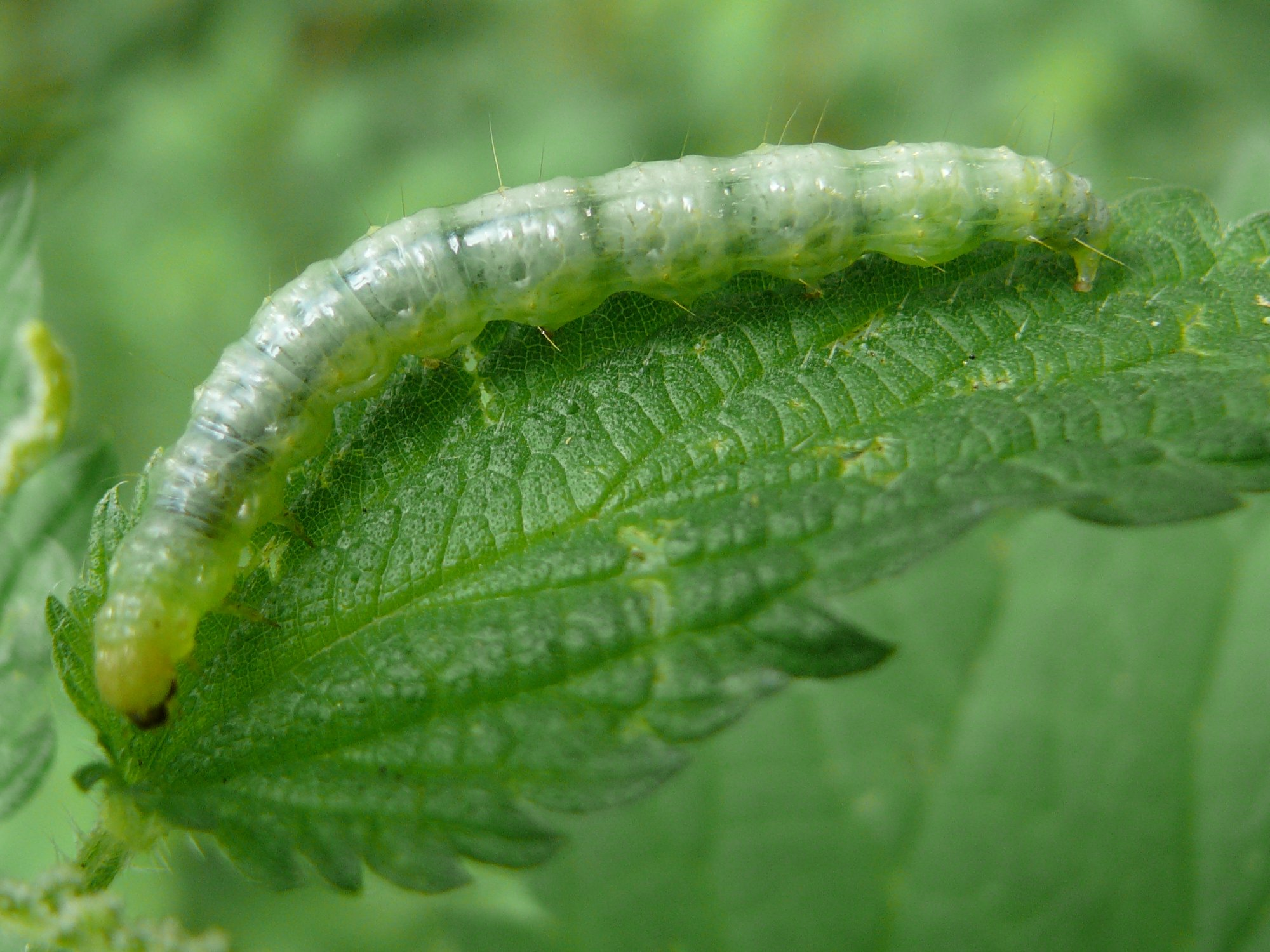
Chenille sur feuille d'ortie
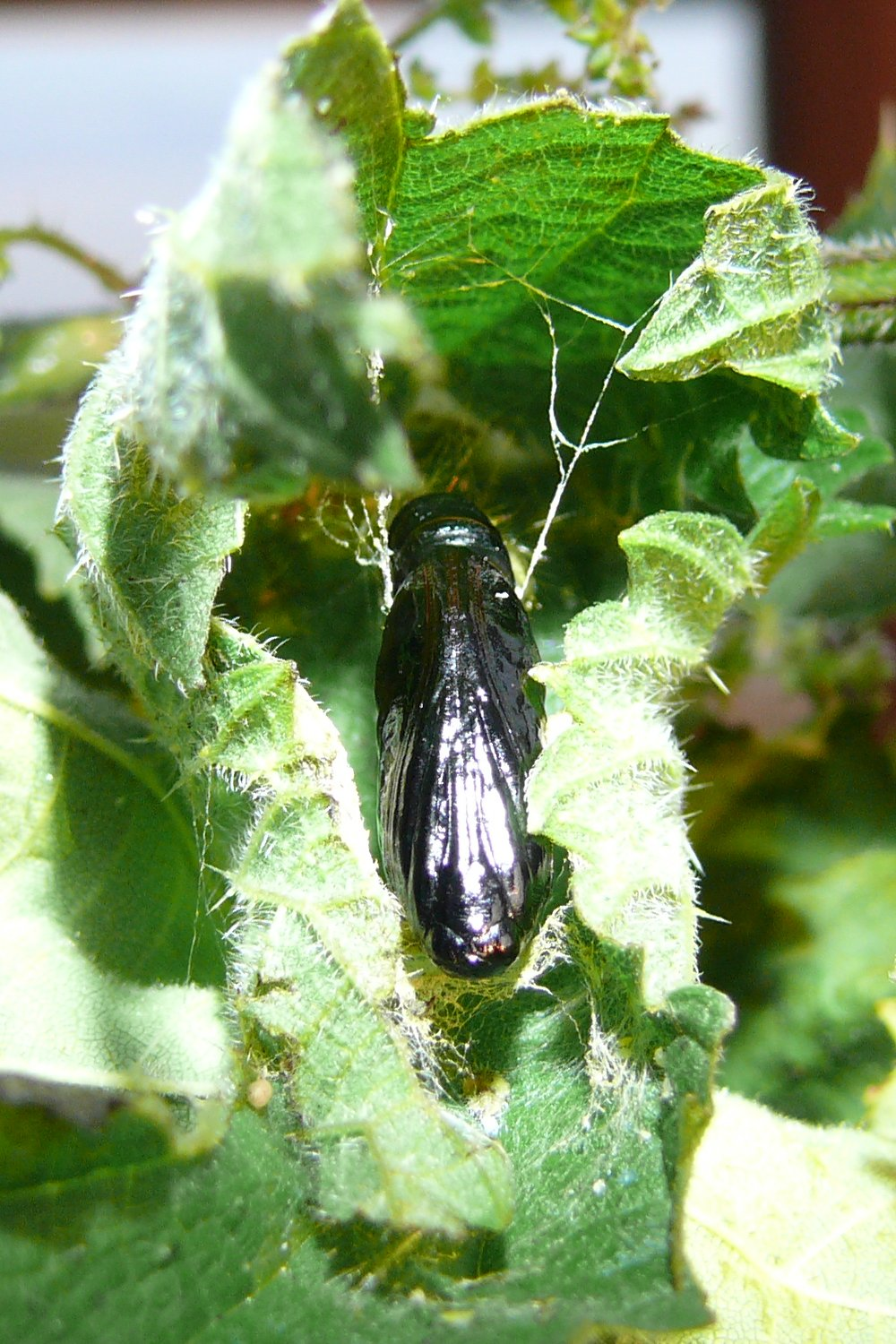
Chrysalide